# Gestion des déchets en France
Pour des articles plus généraux, voir Déchet et Gestion des déchets.
 (décembre 2013).
 (juin 2021).
La gestion des déchets en France est déterminée par l'État, qui en fixe la politique et le cadre réglementaire, en accord avec la directive européenne 2008/98/CE. Cette gestion relève en suite, subsidiairement, des collectivités territoriales. Selon le type de déchet, cette gestion peut être de la compétence de la commune, de l'EPCI, du département, de la Région (qui doit maintenant produire un PRPGD) ou de l'État (déchets militaires et déchets nucléaires notamment).

## Histoire
Depuis la Préhistoire, l'humanité doit gérer ses déchets alimentaires et domestiques, ses urines et excréments, qui ne présentent alors pas vraiment de contrainte logistique du fait du mode de vie chasseur-cueilleur des populations.
À partir du Moyen Âge, les établissements sédentaires, établis depuis le Paléolithique, prennent de l'importance autour de l'an 1000. Avec ce phénomène de densification nouveau, la gestion des déchets devient un enjeu de gestion urbaine. Les pouvoirs publics tentent de légiférer autour de cette thématique pour contraindre les populations à vider leurs déchets dans des endroits spécifiques, à l'image de Charles V qui, en 1343, fait construire des fossés couverts aux abords du mur d'enceinte destinés à accueillir les "boues", terme qui désigne alors les ordures. Cependant, ces mesures sont mal acceptées par la population qui déverse toujours les ordures dans des espaces vides de la ville : terrains vagues, rue, etc.
À partir du XVIIIe siècle, le courant hygiéniste naît en France et en Europe, dans le contexte d'effervescence intellectuelle qui suit l'esprit des Lumières. Ce courant prône trois points pour améliorer la qualité de vie des villes : l'aération des espaces, la purification des eaux et une moindre densité de population. C'est notamment à cette époque qu'apparaissent les enquêtes de salubrité publique. Louis XVI délègue la gestion des déchets à des compagnies privées, dont les agents chargés de la collecte sont appelés les "boueurs".
Le tournant majeur du XIXe siècle est la Révolution industrielle, qui modifie la nature et la quantité de déchets produits en France. Les villes se densifient, et l'apparition de l'industrie en ville augmente considérablement la production de déchets en contexte urbain. C'est à la suite de cela que les réformes visant à prendre en charge la collecte des déchets : en 1884, le préfet de la Seine Eugène-René Poubelle impose aux Parisiens de collecter leurs déchets ménagers dans un bac à ordure, la future poubelle, ce qui marque le début de la collecte à grande échelle faite sous l'égide de l'État et des collectivités.
A la fin du XIXe siècle, les incinérateurs de déchets voient le jour en France et en Europe. Ils se développent à Saint-Ouen, Romainville, Issy et Vitry-sur-Seine notamment. Cette méthode de traitement permet de valoriser les déchets en énergie thermique puis électrique, et est encore utilisée aujourd'hui. Elle a drastiquement changé la manière de gérer les déchets en contexte urbain.

## Inventaire, suivi et déclarations
L'introduction (y compris accidentelle) de certains déchets polluants et/ou dangereux (dont gazeux émis dans l'air tels que CO2 et autres gaz à effet de serre) dans les milieux Eau/air/sol par certains établissements de traitement de déchets, de même que certains transferts « hors site pour la gestion des déchets ou l'épuration des eaux usées » sont soumis à télé-déclaration annuelle vers un « Registre des rejets et transferts de polluants » (PRTR) via une base de données nationales (dédiée et sécurisée) dite GEREP pour gestion électronique du registre des émissions polluantes (avec coordonnées X/Y et identification de l'établissement et de son exploitant, informations administratives dont désignation de son activité E-PRTR principale), et tout dépassement d'au moins un « seuil de déclaration » l'année N oblige à fournir une déclaration l'année n+1, qu'il s'agit de rejets dans l'air, dans l'eau ou dans les sols (y compris par épandage, sauf s'il s'agit d'effluents d'élevage suivis par d'autres voies).
Les données GEREP sur les émissions alimentent des synthèses disponibles pour le public, au niveau national ou mondial (rapportage de la France à l'ONU) et européen sur le site du registre européen E-PRTR  ainsi notamment que les inventaires d’émissions nationaux faits par le Citepa.

Cette donnée normalisée, de déclaration obligatoire au-delà de seuils de notification n'est couverte que par une confidentialité limitée, car c'est aussi une « donnée environnementale » relevant de la convention d'Aarhus, c'est-à-dire devant être tenue à disposition du public. Elle alimente le rapportage dont pour le protocole PRTR/Règlement E-PRTR ; le système des allocations de quotas de GES, et des inventaires de gaz à effet de serre / GIC / NEC / solvants / EMEP et sur la pollution transfrontière.
Un Registre des émissions polluantes (IREP) est consultable .

### Trackdéchets
Trackdéchets est la plateforme réglementaire, (et une application Web, mais non une application mobile dédiée) du Ministère de la Transition Écologique. Créée par une start-up d’Etat au sein de la Fabrique Numérique, l’incubateur du Ministère avec le soutien de la Direction Générale de la Prévention et des Risques, elle vise à dématérialiser la traçabilité des déchets dangereux. Elle simplifie la gestion et sécurise les filières de déchets, en permettant aux acteurs concernés de suivre chaque Bordereau de suivi de déchets (BSD) à chaque étape du parcours des déchets.

### Registre National des déchets et terres excavées et sédiments (RNDTS)
Le RNDTS est une plateforme réglementaire hébergée par le BRGM pour la déclaration des registres par les acteurs concernés ; elle sera à terme intégrée dans la plateforme Trackdéchets.
Les télé-déclarations relatives aux déchets non dangereux, dangereux (pour ce qui n'est pas tracés sur Trackdéchets) ainsi qu'aux terres excavées et sédiments devront être effectuées sur Trackdéchets.

## Plans nationaux

### Plan national de prévention de la production de déchets
Le plan national de prévention de la production de déchets est établi par le ministère chargé de l’écologie. Ce plan a pour but de cibler l’ensemble des acteurs impliqués dans la production des déchets : acteurs publics, producteurs, distributeurs, consommateurs. Des préconisations y sont faites comme la tarification incitative de la gestion des déchets par les collectivités territoriales. En 2006, ce plan a été complété par un plan de soutien au compostage domestique.
Le PNPD fixe des objectifs quantifiés qui sont ainsi précisés par le Ministère de l'environnement, de l'énergie et de la mer  :
- Réduction de 7 % des déchets ménagers et assimilés (DMA) produits par habitant entre 2010 et 2020. Cet objectif a, depuis, été renforcé par la loi n° 2015-992 du 17 août 2015 relative à la transition énergétique pour la croissance verte, qui le fixe à 10 % ;
- Réduction de la production de déchets d’activités économiques (DAE) , notamment du secteur du bâtiment et des travaux publics (BTP), entre 2010 et 2020.

Pour atteindre ces objectifs, le PNPD prévoit la mise en œuvre progressive de nombreuses actions.
Des actions du PNPD :
- l’expérimentation du « retour à la consigne » pour inciter à rapporter certains emballages en vue d’un réemploi ou d’une réutilisation ;
- des actions visant à allonger la durée de vie des produits et à lutter contre l’obsolescence programmée
- les actions de lutte contre le gaspillage alimentaire
- la démarche « stop-pub », visant à la réduction des imprimés non sollicités
- la réduction des sacs plastiques et d’autres produits en plastique à usage unique, fortement générateurs de déchets qui polluent les milieux marins.

Le suivi et l’évaluation du PNPD sont assurés par des indicateurs globaux qui mesurent l'ensemble des flux de déchets produits, des indicateurs de suivi de chaque action et un bilan annuel. Tous les deux ans, le ministère et l’ADEME publient une brochure de synthèse des principaux résultats des actions de prévention menées aux plans national et local.

### Plan d’action déchets 2009-2012
Ce plan du gouvernement vise à mettre en œuvre les orientations de la directive européenne et les engagements du Grenelle de l’environnement, qui fixent un objectif de réduction de 7 % de la production d’ordures ménagères et assimilées par habitant entre 2008 et 2013.

### Cadre national pour la prévention des déchets
Ce document n'a pas de caractère obligatoire. Il fut créé en vue de l'élaboration du plan national prévention des déchets pour la période 2014-2020 permettant ainsi aux acteurs de se doter d’un vocabulaire et de données de base communes concernant la prévention.
Ce cadre national a pour vocation de toucher les événements, procédures ou actions antérieures à la production du déchet, afin de prévenir et limiter ce dernier, en ayant pour cible les ménages, les associations, les entreprises, les relais professionnels, les collectivités territoriales et l’État.

## Gestion des déchets par les collectivités

### Région
Avant 2016, la Région avait 2 compétences principales en matière de déchets :
- Élaborer des plans régionaux et interrégionaux de prévention et de gestion des déchets dangereux (lien)
- Élaborer des plans régionaux d’élimination des déchets industriels et spéciaux dits PREDIS (lien)

La Région Île-de-France avait une responsabilité supplémentaire : élaborer d'un plan régional d'élimination des déchets ménagers et assimilés.
À partir de 2016, en application de la loi NOTRe et dans une perspective de simplification administrative, chaque région doit préparer un nouveau plan global : le plan régional de prévention et de gestion des déchets qui concernera les déchets ménagers et assimilés, déchets amiantés, véhicules hors d'usage, déchets d'emballages ménagers et de papiers graphiques, déchets de textiles, linge de maison et chaussures des filières de responsabilité élargie des producteurs, c'est-à-dire tous types de déchets « qu'ils soient dangereux, non dangereux non inertes ou non dangereux inertes », hormis déchets radioactifs qui sont du ressort de l'ANDRA), qu'ils soient produits par les ménages, les activités économiques, les collectivités et les administrations, ou qu'ils soient « gérés dans la région » ou « importés pour être gérés dans la région, exportés pour être gérés hors de la région » (Art. R. 541-15.-). 
Ce nouveau plan fusionne en un seul document de planification les trois schémas territoriaux de gestion de déchets existant jusqu'alors :
1. le plan départemental de prévention et de gestion des déchets non dangereux ;
2. le plan départemental de prévention et de gestion des déchets issus de chantiers du bâtiment et des travaux publics (BTP) ;
3. le plan régional de prévention et de gestion des déchets dangereux.

Un décret précise le contenu, les modalités d'élaboration et de suivi de ce nouveau plan régional et comment la région pourra coordonner les actions entreprises par l'ensemble des parties prenantes concernées par la prévention et la gestion des déchets, en déclinant régionalement les enjeux nationaux décrits à l'article L.541-1 du code de l'environnement, tout en tenant compte des spécificités des territoires concernés.
Des cas particuliers sont : 
- Les biodéchets des ménages, des entreprises et des exploitations agricoles. Pour ces biodéchets le plan doit notamment recenser des actions de lutte contre le gaspillage alimentaire. Il doit aussi organiser contribuer généraliser le tri à la source, en identifiant « des possibilités de mutualisation des collectes et des traitements des flux » ;
- les déchets du BTP, dont le traitement doit être mieux articulé avec le schéma régional des carrières.

Le plan comprend ; 
- un inventaire des flux de déchets « selon leur nature, quantité et origine », et des mesures de prévention des déchets ménagers et assimilés, de mise en place de la tarification incitative, des installations de traitement existantes et prévues ;
- une prospective à 6 et 12 ans (évolution tendancielle) ;
- une planification de la prévention et de la gestion des déchets à 6 et 12 ans, incluant notamment un calendrier des actions « prévues » et « à prévoir » par les parties prenantes et une liste des installations à créer, adapter ou fermer pour atteindre ces objectifs (dans le respect des limites des capacités annuelles d'élimination et "en cohérence avec les principes de proximité et d'autosuffisance, appliqués de manière proportionnée aux flux de déchets concernés (...) et adaptée aux bassins de vie) ;
- plan régional d'action pour l'économie circulaire, ainsi que du schéma régional biomasse élaboré parallèlement.

Le  plan doit prévoir d’adapter la collecte en situations exceptionnelles (pandémies, catastrophes naturelles..) en lien avec la sécurité civile.

### Département

#### Compétences déléguées par la commune au département
Le département peut se voir déléguer par la commune la gestion des déchets ménagers et assimilés. La commune peut donc confier la responsabilité du traitement, la mise en décharges des déchets ultimes, les opérations de transport, de tri ou de stockage.

#### Compétences propres au département
Le département doit élaborer 2 types de plan :
- des  plans départementaux de prévention et de gestion des déchets non dangereux. Ces déchets regroupent les déchets ménagers et assimilés.
- des plans départementaux de gestion des déchets de chantier du bâtiment et des travaux publics.

Ces plans ont été lancés le 15 février 2000 par les ministres de l’environnement et de l’équipement. Ce sont les préfets qui ont la responsabilité de les mettre en place. Opérationnellement, ce  sont les conseillers généraux qui les élaborent.
Les plans départementaux de gestion des déchets de chantier du bâtiment et des travaux publics ont plusieurs actions:
- Respecter la réglementation en vigueur et continuer le programme de fermeture des dépôts sauvages
- Mettre en place un réseau d’installation de traitement
- Favoriser la valorisation et le recyclage des déchets
- Favoriser l’utilisation du granulat de recyclage
- Promouvoir  les outils permettant  la prise en compte particulière du « poste » déchets dans le coût des travaux du bâtiment ou infrastructures routières

Ces plans doivent également:
- Quantifier des gisements de déchets
- Recenser les filières existantes
- Déterminer les nouvelles installations à créer
- Établir un bilan de la gestion  des ressources en matériaux
- Établir un bilan du recours aux matériaux recyclés

Ce plan doit traiter les matériaux inertes, dangereux ou non, susceptibles d’être traités par les chantiers du bâtiment et des travaux publics (voiries).
Malgré une progression dans la prise ne charge de ces déchets, les plans étaient mal encadrés. Le Grenelle de l’environnement 2 a décidé de mieux le mettre en place afin que certaines lacunes disparaissent comme le manque de solution pour certains territoires pour la gestion de leur déchets.
La loi du 12 juillet 2010, dite du Grenelle 2, fixe alors au 13 juillet 2013 la date limite d’élaboration du plan.
Ce plan doit fixer les objectifs généraux de la prévention quantitative et qualitative des sources de déchets (avec l’aide de l’Agence de l'environnement et de la maîtrise de l'énergie (ADEME) et des éco-organismes).
Il doit également fixer les objectifs de la politique territoriale de gestion des déchets.
Depuis 2004, la mise en cohérence territoriale des déchets repose sur les conseils généraux.

### Commune
La commune est responsable de la gestion et de l'élimination des déchets ménagers et assimilés selon le CGCT(sauf pour l’Ile-de-France).
Cependant, et le plus souvent, la commune délègue cette compétence à l’EPCI dont elle fait partie, en accord avec le département et la région. Ainsi peuvent être délégués la prévention de la production, la collecte, le traitement et la mise en décharges des déchets 
Ces tâches peuvent également être  exécutées par des entreprises privées du secteur des déchets.
Exemple de gestion des déchets par un EPCI :
Trisélec Lille est une société d'économie mixte qui a été créée en 1992 pour trier les déchets issus de la collecte sélective et les réintroduire dans les filières industrielles de recyclage. Cette société mi-publique, mi-privée s'occupe de le gestion des déchets pour toutes les communes de Lille Métropole Communauté Urbaine. Elle a pour responsabilités de collecter, récupérer, traiter, transformer et recycler les déchets de la communauté urbaine afin de fabriquer et de commercialiser les produits de récupération des déchets.
Les communes et leur EPCI doivent également
- mettre en œuvre les objectifs nationaux en matière de gestion des déchets.
- définir le programme local de prévention de la production des déchets. Ce programme doit indiquer les objectifs de réduction des quantités de déchets et les mesures mises en place pour les atteindre.
- d’organiser les services de gestion des déchets.

## Entreprises de recyclage
Citeo, éco-organisme chargé du recyclage des emballages ménagers et des papiers et cartons, annonce en octobre 2018 son programme d'extension de la collecte à l'ensemble des emballages en plastique : en 2018, seules 160 collectivités locales, couvrant 15 millions de Français, sont équipées pour ce tri intégral ; au début de 2019, il sera étendu à 250 collectivités (dont Paris) desservant 24 millions d'habitants, fin 2019 à 400 collectivités pour 34 millions de Français ; d'ici 2022, toute la population française sera couverte.

## Installations
En France, les installations qui participent à la valorisation ou à l'élimination des déchets sont généralement des installations classées pour la protection de l'environnement (ICPE) qui sont soumises à des prescriptions strictes afin de minimiser les impacts environnementaux. Il y a notamment  :
- Les installations de collecte de déchets : ce sont des installations qui reçoivent des déchets apportés par le producteur initial ou par la personne chargée de leur collecte dans l'attente de leur reprise et de leur évacuation en vue d'un regroupement, d'une valorisation ou d'une élimination (par exemple les déchèteries).
- Les installations de transit, regroupement ou tri de déchets : ce sont des installations qui font transiter, regroupent ou trient une catégorie particulière de déchets, sans lui effectuer d'opération de traitement de déchets (par exemple les centres de tri). Les déchets reçus sont ensuite réexpédiés en vue de leur valorisation ou de leur élimination.
- Les installations de stockage de déchets (ou « décharges ») : les déchets y sont éliminés par enfouissement ou comblement dans des conditions contrôlées.
- Les installations de traitement thermique de déchets (ou « incinérateurs de déchets ») : les déchets y sont éliminés par brûlage dans des conditions contrôlées.
- Les autres installations de traitement de déchets (installations de compostage, méthaniseurs, broyeurs de carcasses automobiles, etc.).

Les prescriptions qui encadrent le fonctionnement de ces installations sont adaptées à la nature des déchets qu'elles reçoivent (dangereux, non dangereux, inertes, etc.).

## Financement
Le financement de la gestion des ordures ménagères provient des impôts locaux, le choix du mode de financement dépend des politiques des collectivités territoriales ainsi que des directives européennes.
Les trois modes de financements : la REOM, la TEOM, et le budget général. Ces deux derniers doivent être complétés par une redevance spéciale (RS) perçue auprès des usagers hors-ménages (entreprises, établissements publics) dont les déchets sont collectés par la collectivité.

### Redevance d'Enlèvement des Ordures Ménagères (REOM)
La REOM : Redevance d'enlèvement des Ordures Ménagères. Cette redevance est liée au service rendu, son montant varie généralement :
- selon le nombre de personnes dans le foyer,
- selon le volume des bacs ou des sacs remis par l’autorité gestionnaire du service,
- selon le poids des déchets emmenés à l’occasion d’une pesée embarquée.

Ces deux derniers modes de calcul ont un caractère incitatif à la diminution de la production de déchets.
Les recettes éventuelles et les sommes prélevées au titre de la redevance doivent couvrir l'intégralité du coût du service.

### Budget général
Le service public d’élimination des déchets se finance sur le budget général de la collectivité territoriale, à l’aide des taxes qu’elle perçoit : taxe d'habitation, taxe professionnelle (remplacée par la contribution économique territoriale (CET) depuis le 1er janvier 2010), taxe foncière sur les propriétés bâties et taxe foncière sur les propriétés non bâties.

### Taxe d'Enlèvement des Ordures Ménagères (TEOM)
La Taxe d'Enlèvement des Ordures Ménagères (TEOM) est un impôt local, assis sur le foncier bâti. Elle est perçue avec la taxe foncière et son montant varie en fonction de la valeur du logement ou du local (pour les professionnels). Ainsi, cette taxe n’est pas liée à la quantité de déchets produite par le ménage ou le professionnel.
La TEOM est perçue par les Trésoreries qui la reversent ensuite aux collectivités territoriales compétentes. Les Trésoreries prélèvent 8 % de frais de gestion sur les sommes perçues. Lorsque ces prélèvements de 8 % sont inférieurs à la charge réelle de perception, le budget général de la collectivité peut être mis à contribution.

### Redevance Spéciale (RS)
La redevance spéciale doit être instituée par les collectivités :
- qui n’ont pas institué la redevance générale d’enlèvement des ordures ménagères (REOM) ;
- qui assurent la collecte et le traitement de déchets non ménagers des entreprises et/ou des administrations « qui, eu égard à leurs caractéristiques et aux quantités produites, peuvent être collectés et traités sans sujétions techniques particulières.» [article L.2224-14 du Code Général des Collectivités Territoriales].

Pour ces déchets, la collectivité est libre de fixer les limites des prestations qu’elle assure dans le cadre du service public (caractéristiques et quantités de déchets, définition des sujétions techniques particulières).

## Formations
- Licence pro Métiers des déchets (IUT de Tours)
- Licence pro Gestion des déchets (Université d'Angers)
- Licence pro Gestionnaire des déchets (IUT de La Roche Sur Yon)
- Master Déchets et Economie circulaire (Université du Maine)

## Place de la France dans le Monde
La France détient un quart des incinérateurs européens.
5 % du quart des 350 millions de tonnes de déchets recyclés le sont en dehors de France.

## Sources
(décembre 2013).
- http://www.developpement-durable.gouv.fr/La-Prevention-de-la-Production-de.html
- « Déchets », sur ademe.fr via Wikiwix (consulté le 14 octobre 2023)
- http://www.dgdr.cnrs.fr/cnps/guides/doc/dechets/p01_chap02.pdf
- « Accès refusé - Collectivités locales », sur collectivites-locales.gouv.fr via Wikiwix (consulté le 14 octobre 2023)
- « Gestion des déchets », sur cnrs.fr via Internet Archive (consulté le 14 octobre 2023)
- « Accueil - collectivites-locales.gouv.fr », sur collectivites-locales.gouv.fr (consulté le 8 avril 2023)
- Ademe : plan départementaux de prévention et de gestion des déchets des chantiers du bâtiment et des travaux publics
- Lexique à l'usage des acteurs de la gestion des déchets (CGDD, 2012)

### Cadre législatif
- [Règlement n°166/2006 du 18 janvier 2006] relatif à la création d'un registre européen des rejets et des transferts de polluants, JOUE du 4 février 2006.
- Article R 512-46 du Code de l'environnement.
- Arrêté du 26 décembre 2012 modifiant l'arrêté du 31 janvier 2008 relatif au registre et à la déclaration annuelle des émissions polluantes et des déchets, JO du 30 décembre 2012.
- Arrêté du 31 janvier 2008 modifié relatif au registre et à la déclaration annuelle des émissions polluantes et des déchets.
- Décret n° 2013-4 du 2 janvier 2013 modifiant diverses dispositions du code de l'environnement en matière de prévention des risques, JO du 4 janvier 2013.
- Circulaire du 13 mars 2008 relative à l'application de l'arrêté du 31 janvier 2008 relatif au registre et à la déclaration annuelle des émissions polluantes et des déchets, BO du MEEDDAT n° 8 du 30 avril.

### Rapports
- Blessig E (2003). Rapport d’information sur la gestion des déchets ménagers sur le territoire. Novembre, Assemblée Nationale.
- Bourg D, Buclet N & Gilotte L. (2003). Impact du risque technologique sur la stabilité institutionnelle d’un système organisationnel: le rôle de l’incinération dans la gestion des déchets ménagers et assimilés. Rapport final pour le Ministère de l'Ecologie et du Développement Durable. Programme" Evaluation et prise en compte des risques naturels et technologiques.
- Cour des Comptes  (2011). Les collectivités territoriales et la gestion des déchets ménagers et assimilés. Rapport thématique.
- Dufeigneux J.L, Tetu A, Risser R, Renon-beaufils M & LE LOURD P.(2003). Rapport de l’instance d'évaluation de la politique du service public des déchets ménagers et assimilés. Commissariat Général au Plan.
- Dufeigneux, J. L., Têtu, A., Risser, R., & Renon-Beaufils, M. (2004). Le service public des déchets ménagers. Rapport de l’instance d’évaluation au Commissariat Général au Plan.
- Guellec A (1997). Déchets ménagers: pour un retour à la raison. Rapport d'information, (3380).
- Office parlementaire d'évaluation des choix scientifiques et technologiques, & Miquel, G. (1999). Rapport sur les nouvelles techniques de recyclage et de valorisation des déchets ménagers et des déchets industriels banals. Assemblée nationale.
- Rocher L (2008). Les contradictions de la gestion intégrée des déchets urbains: l'incinération entre valorisation énergétique et refus social. Flux, (4), 22-29.